# Ko Jeong-woon
Ko Jeong-woon (en hangul, 고정운; en hanja, 高 正云; nacido el 27 de junio de 1966 en Wanju, Jeolla del Norte) es un exfutbolista y actual entrenador surcoreano. Jugaba de centrocampista y su último club fue el Pohang Steelers de Corea del Sur. Actualmente dirige a Gimpo Citizen de la K3 League de Corea del Sur.
Ko fue internacional absoluto por la selección de Corea del Sur entre 1989 y 1997, y disputó la Copa Mundial de la FIFA 1994 y la Copa Asiática 1996.

## Selección nacional

#### Participaciones en fases finales
| Torneo                         | Sede                   | Resultado        | Partidos | Goles |
| ------------------------------ | ---------------------- | ---------------- | -------- | ----- |
| Juegos Asiáticos de 1990       | Pekín                  | Tercer puesto    | —        | —     |
| Copa Mundial de Fútbol de 1994 | Estados Unidos         | Primera fase     | 3        | 0     |
| Juegos Asiáticos de 1994       | Hiroshima              | Cuarto puesto    | —        | —     |
| Copa Asiática 1996             | Emiratos Árabes Unidos | Cuartos de final | 4        | 1     |

## Clubes
| Club                         | País          | Año       |
| ---------------------------- | ------------- | --------- |
| Ilhwa Chunma / Cheonan Ilhwa | Corea del Sur | 1989-1996 |
| Cerezo Osaka                 | Japón         | 1997-1998 |
| Pohang Steelers              | Corea del Sur | 1998-2001 |